# Carla Cassola
Carla Cassola (Taormina, 1947. december 15. – 2022. július 24.) olasz színésznő, színésztanár, zeneszerző.

## Fontosabb filmjei
- Férfi a férfihoz (Da uomo a uomo) (1967)
- Kannibálok (I cannibali) (1970)
- Egy zseni, két haver, egy balek (Un genio, due compari, un pollo) (1975)
- A hóbortos nagybácsi (Lo zio indegno) (1989)
- La casa nel tempo (1989)
- Demonia (1990)
- Amerika kapitány (Captain America) (1990)
- La setta (1991)
- Az erőszak éve (Year of the Gun) (1991)
- Alibi perfetto (1992)
- Dove siete? Io sono qui (1993)
- A lepke álma (Il sogno della farfalla) (1994)
- Tutti gli anni una volta l'anno (1994)
- Fiatalok és jóképűek (Giovani e belli) (1996)
- A velencei kurtizán (Dangerous Beauty) (1998)
- Lehallgatás (In ascolto) (2006)
- Tükreim (La mia casa è piena di specchi) (2010, tv-film)
- XII. Piusz – Róma ege alatt (Sotto il cielo di Roma) (2010, tv-film)
- Mai per amore (2012, tv-minisorozat)
- Uram, segíts! (Madre, aiutami) (2014, tv-minisorozat)
- L’uomo del labirinto (2019)